# Dometorina limpida
Dometorina limpida är en kvalsterart som beskrevs av Tseng 1984. Dometorina limpida ingår i släktet Dometorina och familjen Hemileiidae. Inga underarter finns listade i Catalogue of Life.